# Faustrecht (Roman)
Faustrecht ist ein Roman von Gert Ledig, 1957 im Desch-Verlag in München erschienen. Der Roman spielt im München der Besatzungszeit kurz nach Ende des Zweiten Weltkriegs und zählt somit zur sogenannten Trümmerliteratur.

## Inhalt
Der Roman spielt im München des Herbstes 1946:

„München ist eine angenehme Stadt. Nicht ganz wie Paris, aber gemütlicher. Doch weil die Stadt zerbombt war und weil die Amerikaner sie gerade erst erobert hatten und weil die Verhältnisse nicht geklärt waren, merkte man damals nichts davon.“

In dieser zerstörten Stadt treffen Robert, genannt Rob, und der Maler Edel Noth ihren alten Freund Hai Stein wieder, den sie aus dem Krieg kennen. Hai hat sich darauf verlegt, amerikanische Lastwagen auszuplündern und Schwarzmarktgeschäfte zu treiben. Alle sind sie beschädigt, Rob hat eine verstümmelte Hand, Edel eine Kieferverletzung, zudem war ihm in amerikanischer Gefangenschaft die Hand zerschlagen worden. Davon war ein Zittern zurückgeblieben, weshalb er nun nicht mehr genau malen kann und sich notgedrungen auf das Malen „surrealistischer“ Bilder verlegte. Hai ist vor allem moralisch beschädigt.
Hai überredet Rob und Edel, ihm bei einem geplanten Überfall auf einen Jeep zu helfen. Der Überfall geht jedoch schief, der Fahrer des Jeeps stirbt und Edel wird angeschossen. Von den Besatzungsbehörden verfolgt, harren sie zusammen mit Olga und Katt, die in amerikanischen Tanzklubs als Prostituierte arbeiten, drei Tage lang in ihrer Wohnung aus. Edel stirbt schließlich an seiner Schussverletzung und seine Leiche wird im Garten verscharrt. Danach trennt man sich. Rob, der moralisch integerste der Gruppe, beschließt, in Zukunft etwas anderes zu machen, nämlich „Was Besseres!“
Der Roman ist in der Ich-Form aus der Perspektive von Robert geschrieben.

## Rezeption
Zunächst als Drama in drei Akten konzipiert, erschien die war bei Kurt Desch in München 1957, wo im gleichen Jahr auch die Bühnenfassung publiziert wurde. Zuvor hatte Ledig den Roman dem S. Fischer Verlag angeboten, bei dem zuvor sein zweiter Roman Vergeltung erschienen war, der hatte aber abgelehnt.
Eine von Ledig an den Ost-Berliner Aufbau-Verlag vergebene Lizenz für eine DDR-Ausgabe realisierte sich nicht mangels Devisen für eine Honorarzahlung.
Wie schon bei Vergeltung, so fand auch Faustrecht bei der deutschen Literaturkritik keine Anerkennung.
Laut Christian Ferber in Die Welt handele es sich um eine „Gangstergeschichte mit belanglosen Personen“, Ledig sei allerdings ein „befähigter Erzähler“.
Joachim Kaiser fand in den Frankfurter Heften in Faustrecht eine „Gangsterstory“, in der nur manchmal „herauskommt, daß der Krieg die Helden des Buches zu den berechnenden Tieren gemacht hat“. Der „mutig-illusionslose Autor“, der mit „äußerster literarischer Kraft“ die Stalinorgel geschaffen habe, lasse nun „Nachlässigkeit, […] Gleichgültigkeit und künstlerische Indifferenz erkennen“.
Nach der Erstveröffentlichung blieb der Roman über Jahrzehnte vergessen. Erst im Gefolge der Debatte um W. G. Sebalds Essay Luftkrieg und Literatur erwachte das Interesse für den Autor Gert Ledig erneut. 2001 erschien dessen zweiter Roman Vergeltung bei Suhrkamp, im gleichen Jahr Faustrecht bei Piper und 2002 der Erstling Die Stalinorgel, ebenfalls bei Suhrkamp.
Auch nach Veröffentlichung der Neuausgabe gab es kritische Stimmen.
So schreibt Peter Roos in der FAZ:

„‚Draußen-vor-der Tür’-Stimmung und Hemingway-Ton, Camus-Ethik und Sartre-Ekel produzieren eine Manier, in der die Protagonisten hölzerne Marionettenspiele aufführen, wenn sie die Maskenhaftigkeit der Welt beredt im Munde führen. […] Rare Momente von Eindringlichkeit erinnern an die lapidare und lakonische Wucht, an die Brillanz und Präzision des Stils, deren Ledig in seinen beiden früheren Arbeiten ‚Stalinorgel’ und ‚Vergeltung’ fähig war.“

Für Bernhard Fetz ist der Roman immerhin

„ein Glücksfall, […] auch wenn ‚Faustrecht’ nicht an die beklemmende Intensität dieses Romans [Vergeltung] heranreicht; die Trilogie stellt mit kaltem Blick das Grauen des Krieges und das Ende jeglicher moralischen Ordnung aus. […] Die Romane [überzeugen] durch ihre ästhetischen Qualitäten und ihre ‚Wahrhaftigkeit’ bei der Darstellung von Krieg und Nachkrieg.“

Und Andreas Nentwich sieht in der Süddeutschen Zeitung in Faustrecht einen „symbolischen Tatsachenroman“, der den Blick freigibt „für den Nuancenreichtum, die Evokationsdichte und atmosphärische Kraft eines Lapidarstils, der sich ans Hör- und Sichtbare hält, an die Bilder einer verwüsteten Stadt, an Taten, Dialoge und die stumme Beredsamkeit von Figurenkonstellationen im Raum“.
Für Rainer Moritz in der NZZ ist schließlich Faustrecht „ein rechtschaffenes Zeugnis aus furchtbarer Zeit“, aber „nicht mehr, nicht weniger“. Es sei „kein ‚großes’ Buch, das dazu nötigte, die Literaturgeschichten der jüngeren Gegenwart umzuschreiben. Zu sehr ist dieser schmale Roman seiner Entstehungszeit verhaftet, zu konventionell tritt er in seinen Mitteln auf“.

## Ausgaben
- Erstausgabe: Faustrecht. Desch, München, Wien Basel 1957.
- Dramatische Bearbeitung: Faustrecht. Drama in drei Akten. Desch, München 1957.
- Aktuelle Ausgabe: Faustrecht. Mit einem Nachwort von Volker Hage. Piper, München 2001, ISBN 3-492-04323-2.
- Taschenbuch: Faustrecht (= Piper Taschenbuch 3776). Mit einem Nachwort von Volker Hage. Piper, München 2003, ISBN 3-492-23776-2.

Übersetzungen
- Englisch: The brutal Years. Übersetzt von Oliver Coburn und Ursula Lehrburger. Weidenfeld and Nicolson, London 1959.
- Französisch: Après-guerre. Übersetzt von Cécile Wajsbrot. Zulma, [Cadeilhan] 2006, ISBN 2-84304-340-9.
- Schwedisch: Nävrätt. Übersetzt von Hilding Ek. Tidens Förl., Stockholm 1959.
- Serbokroatisch: Pravo jačega. Übersetzt von Olga Trebičnik. Sjvetlost, Sarajevo 1961.